# Campodorus glyptus
Campodorus glyptus là một loài tò vò trong họ Ichneumonidae.